# Один дома 2: Потерявшийся в Нью-Йорке
«Оди́н до́ма 2: Потеря́вшийся в Нью-Йо́рке» (англ. Home Alone 2: Lost in New York) — американский рождественский комедийный и семейный фильм 1992 года режиссёра Криса Коламбуса, сценариста и продюсера Джона Хьюза. Продолжение фильма 1990 года «Один дома» и второй фильм одноимённой франшизы. В фильме снимались Маколей Калкин, Джо Пеши, Дэниел Стерн, Джон Хёрд, Тим Карри, Бренда Фрикер и Кэтрин О’Хара. Фильм рассказывает о Кевине Маккалистере, который разлучается со своей семьёй во время отпуска во Флориде, но на этот раз попадает в Нью-Йорк, где снова сталкивается с «Мокрыми бандитами», сбежавшими во время тюремного бунта.
Хьюз закончил работу над фильмом к февралю 1991 года в рамках его контракта на шесть картин с «20th Century Fox». Возвращение Калкина было подтверждено в мае, а вскоре после этого был окончательно определён и остальной актёрский состав. Основные съёмки проходили с декабря 1991 года по май 1992 года в Иллинойсе и Нью-Йорке, включая Рокфеллеровский центр и оригинальный Всемирный торговый центр.
Фильм был выпущен в прокат в США 20 ноября 1992 года. Фильм получил смешанные отзывы от критиков, которые хвалили актёрскую игру, но критиковали его мрачный тон и большое использование насилия, а также указывали на сходство с первым фильмом. Фильм собрал более 359 миллионов долларов по всему миру, став третьим самым кассовым фильмом 1992 года. Самостоятельный сиквел с новым актёрским составом, «Один дома 3», был выпущен в 1997 году.
Эта часть стала последней в серии, в которой снимались актёры из первого фильма. Однако Девин Рэтрей повторил свою роль Базза МакКалистера в шестом фильме франшизы «Один дома».

## Сюжет
Спустя год после первого фильма семейство Маккаллистеров собирается отправиться на Рождество в Майами (штат Флорида). Накануне на рождественском школьном концерте Базз унижает Кевина во время его сольного пения на глазах у всех, из-за чего Кевин срывает концерт, неудачно толкнув брата в отместку. Дома Базз публично извиняется перед Кевином, после чего шёпотом оскорбляет его. Кевин высказывает семье всё, что думает о предстоящей поездке (ему вовсе не хочется отмечать Рождество там, где нет рождественских ёлок), из-за чего в наказание его вновь отправляют ночевать в мансарду.
На следующий день, как и в прошлый раз, Маккаллистеры чуть не просыпают отъезд (отсоединив аккумуляторы для видеокамеры от подзарядки, Питер случайно отключил часы), но на этот раз Кевин не отстаёт от семьи. В аэропорту он на минуту останавливается, чтобы вставить батарейки в диктофон, путает своего отца с мужчиной в похожем пальто и после череды путаниц (билет Кевина затерялся, когда он столкнулся с контролёром) оказывается на борту лайнера, вылетающего в Нью-Йорк, пока его семья летит во Флориду. В Нью-Йорке, узнав о своей ошибке, Кевин всё же не отчаивается, посчитав, что это именно то, чего он и хотел, тем более что у него при себе осталась сумка отца с кредитной картой и большой суммой наличных. Но одновременно в Нью-Йорк прибывают и заклятые враги Кевина — «мокрые бандиты» Гарри и Марв, которые незадолго до этого сбежали из тюрьмы, воспользовавшись бунтом заключённых. Теперь объектами их промысла являются не жилые дома, а магазины. Тогда же они меняют своё прозвище на «липкие бандиты» — Марв придумал эту идею после того, как, обмотав руку скотчем, незаметно украл несколько монет из стоявшего на улице рождественского котелка с пожертвованиями.
Размышляя о том, где остановиться в Нью-Йорке, Кевин решает отправиться в отель «Плаза», рекламу которого он видел по телевизору. По пути ему встречается страшного вида женщина в лохмотьях, кормящая голубей, и Кевин в ужасе убегает от неё. Кевин заказывает себе номер в отеле по телефону, исказив голос с помощью диктофона, чтобы выдать себя за взрослого, и расплачивается кредитной картой Visa своего отца. Тем временем находящиеся во Флориде Маккаллистеры замечают пропажу и в местной полиции решают отследить кредитную карту Питера, для чего помечают её как краденую.
На следующий день, в Сочельник, заказав лимузин, Кевин едет в магазин игрушек «Сундучок Дункана». Кассир объясняет Кевину, что вся праздничная выручка пойдёт на помощь больным детям. Кевин жертвует двадцать долларов для детей, и кассир снимает с ёлки двух керамических горлиц и отдаёт их мальчику с советом подарить одну из них тому человеку, которого он считает своим другом. Уходя, Кевин обращает внимание на портрет на стене и понимает, что беседовал с самим владельцем магазина, Эллиотом-Фоксом Дунканом. Выходя из магазина, он тут же сталкивается с бандитами. Но он не теряется и привлекает внимание людей пронзительным криком, благодаря чему успевает сбежать.
Кевин возвращается в «Плазу», но администратор гостиницы (который с самого начала заподозрил неладное), удостоверившись, что его карта состоит в статусе краденой, вместе с другими работниками пытается поймать его, чтобы сдать в руки полиции. Кевин хитростью отвлекает преследователей, а сам сбегает через чёрный ход и опять попадает в руки бандитов. Они намерены отомстить Кевину за то, что тот отправил их в тюрьму, а заодно раскрывают ему свой план: в эту ночь они ограбят «Сундучок Дункана». Кевин тайком записывает их слова на диктофон. Кевину и в этот раз удаётся бежать, и он прячется в Центральном парке.
Ещё ночуя в отеле, Кевин узнаёт из записной книжки отца, что в Нью-Йорке есть дом, который принадлежит его дяде Робу, но по прибытии на место находит дом закрытым на ремонт, тогда как сам дядя и его жена находятся за границей, в Париже. Кевин бесцельно шатается по улицам и в итоге забредает в Центральный парк, где вновь встречает ту самую женщину с голубями и пытается убежать, но его нога застревает в коряге. Птичница спасает его, и Кевин извиняется за то, что страшился её. Она отводит его на чердак Карнеги-холла, где они смотрят рождественский концерт симфонического оркестра. Между ними происходит доверительная беседа, в процессе которой женщина признаётся, что когда-то её любимый человек разбил ей сердце и теперь она одинока, так как боится сближаться с людьми, потому что не хочет снова испытывать ту боль. Кевин обещает быть другом одинокой женщины. На прощание она говорит ему, что если Кевин чувствует какую-то вину перед близкими, то сейчас он может загладить её, потому что в Сочельник хорошие поступки ценятся гораздо выше.
Маккаллистеры в отеле в Майами узнают, что Кевина удалось выследить. Они отправляются на поиски, но когда прибывают в «Плазу» и выясняют, что Кевин сбежал, Кейт, несмотря на протесты своего мужа, отправляется самостоятельно искать его. Тем временем, проходя мимо детской больницы Святой Анны, Кевин вспоминает об ограблении «Сундучка Дункана» и решает, что он просто обязан остановить грабителей. Он бежит в дом дяди Роба (проникнув туда через мусоропровод) и сооружает серию ловушек по всему помещению (как и в предыдущем фильме). Потом Кевин прибывает в «Сундучок» и фотографирует грабителей в момент кражи ими денег, а затем выманивает их, разбив обёрнутым в записку камнем окно магазина, отчего сработала сигнализация.
Бандиты не на шутку злятся и намереваются отнять фотоаппарат-улику. Они гонятся за Кевином, и он приводит их в дом Роба. Понимая, что Кевин находится в чужом городе и в чужом доме, а, следовательно, у него нет возможности защитить себя, бандиты со спокойной душой идут ловить его, однако множество грамотно расставленных ловушек не дают им этого сделать. Кевин звонит в полицию и сообщает, что поймал двух грабителей, а узнать их местоположение можно по фейерверку в Центральном парке. Во время погони Кевин поскальзывается на льду и падает. Гарри и Марв ловят его и отводят в парк. Гарри достаёт револьвер, чтобы застрелить Кевина, но птичница в очередной раз спасает его, осыпав бандитов пшеном из ведра, после чего Гарри и Марва атакуют птицы, склёвывая зерно с их липкой после ловушек Кевина одежды, тем самым дав мальчику возможность вырваться из рук грабителей и убежать. Полицейские, увидев заветный фейерверк (который Кевин запустил перед тем, как покинуть парк), вновь успешно арестовывают бандитов и забирают оставленные Кевином фотографии и диктофонные записи, которые являются прямыми доказательствами их вины.
Кейт ищет Кевина на площади Таймс-сквер, а также информирует полицейских. Один из них советует женщине подумать, куда бы она пошла на месте сына. Кейт неожиданно вспоминает про любовь мальчика к рождественским ёлкам и решает искать его перед ёлкой в Рокфеллер-центре, где и находит. Мать и сын обнимаются и извиняются друг перед другом, а затем возвращаются в отель «Плаза». Рождественским утром семья Маккалистеров находит в отеле кучу подарков от мистера Дункана в благодарность Кевину за срыв ограбления. В знак примирения Базз предлагает брату открыть подарок первым. Пока все остальные открывают подарки, Кевин выбегает на улицу и отдаёт в подарок птичнице вторую горлицу, полученную от Дункана — как символ дружбы. Тем временем Маккаллистерам приходит счёт за обслуживание Кевина, который составляет 967 долларов 43 цента. Услышав отчаянный крик отца, Кевин убегает обратно в отель.

## В ролях
| Роль                                          | Исполнитель        |
| --------------------------------------------- | ------------------ |
| Кевин Маккаллистер (главный герой)            | Маколей Калкин     |
| Гарри Лайм                                    | Джо Пеши           |
| Марвин Мёрчинс                                | Дэниел Стерн       |
| Мистер Гектор, консьерж                       | Тим Карри          |
| Кейт Маккаллистер                             | Кэтрин О`Хара      |
| Питер Маккаллистер                            | Джон Хёрд          |
| Птичница                                      | Бренда Фрикер      |
| Эллиот-Фокс Дункан, владелец магазина игрушек | Эдди Брекен        |
| Седрик, коридорный                            | Роб Шнайдер        |
| Хестер Стоун, портье                          | Дана Айви          |
| Базз Маккаллистер                             | Девин Рэтрей       |
| Меган Маккаллистер                            | Хиллари Вульф      |
| Линни Маккаллистер                            | Морин Элизабет Шэй |
| Джефф Маккаллистер                            | Майкл Маронна      |
| Род Маккаллистер                              | Джедидайя Коэн     |
| Трейси Маккаллистер                           | Сента Моузес       |
| Сондра Маккаллистер                           | Дайана Кампеану    |
| Брук Маккаллистер                             | Анна Слотки        |
| Фрэнк Маккаллистер                            | Джерри Бамман      |
| Лесли Маккаллистер                            | Терри Снелл        |
| Фуллер Маккаллистер                           | Киран Калкин       |
| Фотомодель                                    | Ли Циммерман       |
| Джонни, гангстер                              | Ральф Фуди         |
| Карлотта, возлюбленная Джонни                 | Клэр Мишель Хоук   |
| Человек, похожий на Питера                    | Рик Шэфер          |
| Полицейский на Таймс-сквер                    | Рон Кэнада         |
| Владелец гостиницы, камео                     | Дональд Трамп      |
| Девочка в магазине                            | Элинор Коламбус    |

Режиссёр фильма Крис Коламбус появился в фильме в роли посетителя магазина игрушек «Сундучок Дункана» непосредственно перед сценой разговора Кевина с мистером Дунканом.

## Съёмочная группа
- Режиссёр — Крис Коламбус
- Сценарист и продюсер — Джон Хьюз
- Исполнительные продюсеры — Дункан Хендерсон, Марк Рэдклифф
- Оператор — Хулио Макат
- Композитор — Джон Уильямс

## Производство
О создании продолжения было впервые объявлено в феврале 1991 года. Съёмки прошли с декабря 1991 года по май 1992 года. Фильм был снят в Международном аэропорту О’Хара в Чикаго, Эванстоне и Нью-Йорке. Хотя магазин «Сундучок Дункана» по сюжету находится в Нью-Йорке, само здание, «Rookery Building», которое использовалось для наружных съёмок входа в магазин, находится в Чикаго. В качестве школы, где в начале фильма проходит концерт, использовалась Средняя Школа Хэвен в Эванстоне, штат Иллинойс. Сцены в Майами были сняты в Лос-Анджелесе, включая внешний вид Международного аэропорта Майами, который был снят в Лос-Анджелесском аэропорту. Сцена жилища женщины с голубями частично снималась в Карнеги-холл, появление «Мокрых бандитов» снято на рыбном рынке «Фултон» (больше не работает), а дом Роба Маккалистера (экстерьер) — это декоративный комплекс на Браунстоун-стрит на территории киностудии «Universal Pictures».
В первой части картины Кевин смотрит фильм под названием «Ангелы с грязными душами», а во второй — его сиквел под названием «Ангелы с ещё более мерзкими душами», который аналогично был специально снят для фильма.
Фильм известен тем, что демонстрирует эпизод с участием будущего президента США Дональда Трампа, который владел «Плазой» во время производства фильма. В 2025 году режиссёр заявил, что хотел бы вырезать эту сцену. В фильме также был момент, когда Кевин смотрит в телескоп на крыше южной башни ВТЦ — данная сцена была отснята и показана в фильме за 9 лет до теракта 11 сентября, когда обе башни ВТЦ были разрушены. После теракта во время всех телепоказов в США кадры с ВТЦ постоянно удалялись, и только на Рождество 2018 года была снова показана неотредактированная версия.

### «Talkboy»
Talkboy (компактный кассетник-диктофон, название переводится как «болтун»), который Кевин активно использует в сюжете фильма, Джон Хьюз придумал, чтобы показать, что Кевин идёт на шаг впереди своих сверстников — по его замыслу это должно было быть что-то, что казалось бы ультрасовременным и в то же время реалистичным. Talkboy был изготовлен фирмой «Tiger Electronics» специально для фильма, но был лишь корпусом без начинки — после съёмок Калкину разрешили забрать его себе. Через месяц после премьеры фильма, под Рождество 1992 года, «Tiger Electronics» выпустила полноценный Talkboy, но он был лишь магнитофоном с функциями диктофона и не имел тех функций изменения голоса, какие были показаны в фильме, поэтому игрушка продавалась не очень хорошо. Этот Talkboy работал на четырёх «пальчиковых» батарейках.
Тогда в апреле 1993 года «Tiger Electronics» выпустила Deluxe-Talkboy, который отличался только тем, что имел ту самую пресловутую функцию смены голоса — к рычажку включения была добавлена функция, которая позволяла замедлять движение плёнки во время записи или воспроизведения, из-за чего записанный голос замедлялся и становился низким. Однако удручённая низкими продажами предыдущей версии «Tiger Electronics» не особо верила теперь в успех и поэтому версия Deluxe была изготовлена в очень небольшом количестве, как того просили розничные торговые сети, что в итоге сыграло злую шутку: версия Deluxe возымела такой спрос (особенно он вырос после того, как в июле фильм был издан на VHS-кассетах, где присутствовала реклама Talkboy), что к декабрю 1993 года все доступные экземпляры были распроданы, а спрос на игрушку только возрастал. После Дня Благодарения 1993 года «Tiger Electronics» в итоге пришлось снять с показа на телевидении всю рекламу Talkboy, в то время как заводы в Гонконге, где производилась игрушка, начали работать по 24 часа в сутки. Новый тираж поступил в продажу на Рождество 1993 года и в новогодний сезон был назван многими СМИ самой продаваемой игрушкой. В 1995 году «Tiger Electronics» выпустили версию Deluxe-Talkgirl, которая предназначалась для девочек — от Talkboy она отличилась только цветом корпуса (розовый вместо серого).
Успех игрушки дал старт массовому выпуску под маркой Talkboy других гаджетов с аналогичными функциями звукозаписи и голосовой модуляции. Например, Talkboy F/X+ и Talkgirl F/X+ были сделаны в виде обычных ручек, где запись велась на специальный компьютерный чип (из-за малого размера запись могла иметь продолжительность только в 12 секунд). «Tiger Electronics» отменили торговую марку Talkboy в 1999 году.

## Релиз
Премьера состоялась 14 ноября 1992 года. Организация MPAA определила возрастной рейтинг PG для фильма.

## Приём

### Кассовые сборы
«Один дома 2» заработал до 31,1 миллионов долларов в 2222 кинотеатрах. Хотя в начале проката сборы у фильма были гораздо выше, чем у первой части в тот же период, окончательные сборы были намного меньше. 173,6 млн $ США было принято в Соединённых Штатах и в общей сложности 359 млн $ во всём мире. Фильм был выпущен в Великобритании 11 декабря 1992 года и возглавил кассу кинотеатров страны в эти выходные.

### Критика и отзывы
Фильм удостоился преимущественно положительных отзывов и оценок зрителей, однако получил смешанную реакцию от критиков. На сайте Rotten Tomatoes общий рейтинг критиков составляет 35 % на основе 57 обзоров со средней оценкой 4,5/10, при этом общий зрительский рейтинг на сайте — 61 % с оценкой 3,5/5. Аудитории, опрошенные CinemaScore, дали фильму среднюю оценку «A-» по шкале от A+ до F.
Роджер Эберт из «Чикаго Сан-Таймс» дал фильму две из четырёх звёзд и заявил, что «Насилие выглядит смешным только в мультфильмах. Попытки дублировать анимацию потерпели неудачу, потому что, когда живые персонажи это же делают в реальном мире, мы почти слышим хруст костей, и это не смешно». Также многими было отмечено, что исполнитель главной роли либо переигрывал, либо просто плохо играл свою роль.
По состоянию на 25 сентября 2020 года на сайте IMDb фильм имеет рейтинг 6,8/10, основанный на 257 тыс. оценок пользователей, самая частая оценка при этом — 7/10 (26,4 %), в среднем женщины ставят более высокие оценки, чем мужчины, а также с возрастом пользователей рейтинг понижается. На сайте «КиноПоиск» фильм имеет рейтинг 7,94 по десятибалльной шкале, основанный на 137 тыс. оценок.

## Саундтрек
1. Дарлин Лав — «All Alone on Christmas» (4:14)
2. Алан Джексон — «A Holly Jolly Christmas» (2:14)
3. Бетт Мидлер — «Somewhere In My Memory» (3:58)
4. Home Alone Children’s Choir — «My Christmas Tree» (2:35)
5. TLC — «Sleigh Ride» (3:44)
6. Atlantic Starr — «Silver Bells» (4:15)
7. Джон Уильямс — «Merry Christmas, Merry Christmas» (2:40)
8. Бобби Хелмс — «Jingle Bell Rock» (2:09)
9. Энди Уильямс — «It’s the Most Wonderful Time of the Year» (2:32)
10. The Capitols — «Cool Jerk (Christmas Mix)» (2:39)
11. Джонни Мэтис — «It’s Beginning to Look a Lot Like Christmas» (2:14)
12. Джон Уильямс — «Christmas Star» (3:16)
13. Лиза Фишер — «O Come All Ye Faithful» (3:26)

переиздание Home Alone Christmas:
1. «Christmas All Over Again» (4:15)

## Сиквелы
Третий фильм с новым актёрским составом, «Один дома 3», вышел спустя 5 лет, в 1997 году. Два телевизионных фильма, «Один дома 4» и «Один дома 5: Праздничное ограбление», вышли в эфир в 2002 и 2012 годах соответственно. Шестой фильм серии «Один дома», получивший одноимённое название, вышел на экраны в 2021 году.